# Mountain Grove
Mountain Grove é uma cidade localizada no estado americano de Missouri, no Condado de Texas e Condado de Wright.

## Demografia
Segundo o censo americano de 2000, a sua população era de 4574 habitantes.
Em 2006, foi estimada uma população de 4628, um aumento de 54 (1.2%).

## Geografia
De acordo com o United States Census Bureau tem uma área de
11,0 km², dos quais 10,9 km² cobertos por terra e 0,1 km² cobertos por água.

## Localidades na vizinhança
O diagrama seguinte representa as localidades num raio de 32 km ao redor de Mountain Grove.